# Ryszard Kos
Ryszard Kos – bohater książek Longina Jana Okonia. Przez autora przedstawiany jest jako postać autentyczna, jednak brak niezależnych dowodów na jego istnienie. Pojawił się w powieściach przygodowych związanych z Indianami – trylogii o powstaniu Tecumseha (Tecumseh, Czerwonoskóry generał, Śladami Tecumseha) oraz w Płonącej prerii, gdzie jednak jest postacią poboczną.

## Postać "historyczna"
Ryszard Kos w przypisach autorskich konsekwentnie traktowany jest jak postać historyczna. Przedstawiono go w nich jako Polaka żyjącego na przełomie XVIII i XIX wieku, uczestnika insurekcji kościuszkowskiej, po jej upadku prześladowanego przez carat. W 1797 Kos wyemigrował do Ameryki Północnej, gdzie został traperem na pograniczu USA i Kanady. W konflikcie pomiędzy USA a Indianami znalazł się po stronie Indian, wziął udział w wojnie brytyjsko-amerykańskiej po stronie Brytyjczyków, następnie w walkach na południu USA (wojna z Krikami) oraz w wojnie Czarnego Jastrzębia w 1832 r. 

## Postać "literacka"
W powieściach przygodowych Longina Jana Okonia stał się przyjacielem i głównym współpracownikiem Tecumseha, któremu wcześniej uratował życie. Ze względu na sympatię do Indian zyskał imię "Czerwone Serce". Po przegranej bitwie pod Tippecanoe znalazł się wraz z Tecumsehem w Kanadzie, gdzie dowodząc oddziałami indiańskimi współdziałał z armią brytyjską. Odegrał główną rolę w zdobyciu Detroit, otrzymał stopień pułkownika. Walczył w bitwie pod Queenston Heights, bitwie pod Frenchtown oraz bitwie pod Moraviantown zakończonej śmiercią Tecumseha.
Następnie znalazł się na południu USA, gdzie odnajdujemy go w szeregach Krików i Seminolów w bitwie pod Nowym Orleanem oraz w wojnie z Krikami. Po klęsce w bitwie nad Horseshoe Bend udał się do Kanady (zwraca uwagę zaburzona chronologia – bitwę tę  stoczono kilka miesięcy wcześniej niż bitwę pod Nowym Orleanem), gdzie zamieszkał z żoną Zorzą Ranną, córką wodza Seneków.
W Płonącej prerii widzimy go dopiero w ostatnim roku walk, gdy z niewielką grupą Szaunisów dołącza do oddziałów Sauków i Lisów prowadzonych przez Czarnego Jastrzębia. Bierze udział w obronie stolicy plemienia Saukenkuk. Unika śmierci w masakrze pod Bad Axe, po czym powraca do Kanady.

## Analiza
Lech Ludorowski w 1990 stwierdził, że jest to postać autentyczna, jednak późniejsi historycy literatury (Weronika Łaszkiewicz, Marek Paryż) opisują Kosa jako postać fikcyjną, ponieważ nie znaleziono niezależnych dowodów na jego istnienie poza książkami Okonia.
Kos jest typowym przykładem bohatera (stereotypowego "supermena" opisanego przez Umberto Eco, podobnego do Tarzana czy Jamesa Bonda): odrzuca "zło", podziwia przyrodę i naturę, lubi przygody, i udowadnia swoją wyższość - ponadprzeciętne umiejętności, mądrość czy po prostu szczęście - poprzez pokonywanie różnych perypetii, nieraz pokonując wrogów, którzy są teoretycznie liczniejsci czy lepiej uzbrojeni. Kos jest także "dobrym białym", przyjacielem Indian, często broniących ich przed prześladowaniami ze strony mniej tolerancyjnych "złych białych".